# Nỗi buồn hoa phượng
"Nỗi buồn hoa phượng" là một ca khúc nổi tiếng về đề tài học trò và mùa hè của nhạc sĩ Thanh Sơn.

## Xuất xứ
Trong chương trình Paris By Night 83, nhạc sĩ Thanh Sơn kể lại: Năm 1953, ông học cùng lớp với một người con gái tên là Nguyễn Thị Hoa Phượng. Khi gia đình họ chuyển về Sài Gòn, ông hỏi "Nếu mình nhớ nhau thì làm cách nào". Người con gái trả lời: "Mỗi năm đến mùa hoa phượng nở, anh nhìn hoa phượng anh sẽ nhớ tới em! Bởi tên em là Hoa Phượng mà.". Đó là những cảm hứng để 10 năm sau tác phẩm ra đời.
Ca khúc được viết năm 1963 theo điệu Habanera, tờ nhạc xuất bản lần đầu với tên tác giả là Thanh Sơn – Lê Dinh, là do lúc này nhạc sĩ Thanh Sơn chưa nổi tiếng nên ông đem ca khúc này đến cho nhạc sĩ Lê Dinh xem qua và góp ý (thời gian này nhạc sĩ Lê Dinh là chủ sự phòng sản xuất của Đài Phát Thanh).Theo lời đề nghị của nhạc sĩ Thanh Sơn thì nhạc sĩ Lê Dinh đã đồng ý đứng tên chung để ca khúc dễ ăn khách hơn. Bài hát lập tức được giới trẻ tầng lớp học sinh sinh viên Sài Gòn lúc đó yêu thích và tái bản nhiều lần. Bài hát từ đó đến nay được nhiều ca sĩ thể hiện. Đây là ca khúc gắn liền với tên tuổi nhạc sĩ Thanh Sơn và được ông xem như là ca khúc tâm đắc nhất, cùng với bài Lưu bút ngày xanh.

## Nội dung
Bài hát là suy tư, cảm nghĩ của một học sinh khi hè về, nhớ đến những tháng ngày còn đi học của mình với những "chứa chan tình thương". Cao trào của bài hát là câu hát "Mỗi lần hè sang kỷ niệm, người xưa biết đâu mà tìm". Ngoài ra, bài hát còn sử dụng một số hình ảnh đặc trưng của mùa hè để gợi tả nỗi niềm riêng như "tiếng ve nức nở", "hoa phượng"...

## Ca sĩ thể hiện
Ca khúc này đến nay đã có rất nhiều thế hệ ca sĩ trình bày, tiêu biểu là: Thanh Tuyền, Hương Lan, Phi Nhung, Như Quỳnh... và sau này là Băng Tâm của Trung tâm Asia trong cuốn Asia 68: Sài Gòn kỷ niệm, nhưng thành công nhất phải kể đến bản thu âm của tiếng hát Thanh Tuyền.